# گوم بو را
گوم بو را (به کره‌ای:금보라؛ زادهٔ ۲۱ فوریه ۱۹۶۱ بازیگر اهل کره جنوبی است.
او به دلیل بازی در نقش همسر کنگ داگو (ناجوداک) در مجموعه تلویزیونی جواهری در قصر شناخته شد.

## زندگی‌نامه
گوم بو را متولد ۲۱ فوریه ۱۹۶۱ در دانگ‌جین کره جنوبی است زادنام وی سون می جا(손미자) است؛ که در سال ۱۹۸۹ با تاجری بنام (اوه جه هی) ازدواج کرد اما در سال ۲۰۰۲ از او جدا شود. او در سال ۲۰۰۵ مجدداً با تا جری بنام (کیم سونگ تک) ازدواج کرد که ۳ پسر دارد و سومین پسرش (اوه سونگ جون) است؛ و ۲ دختر خوانده نیز دارد.
او تحصیل کرده دبیرستان عالی هنر آنیانگ است که بازی در تلویزیون را از سال ۱۹۷۹ آغاز کرد. اسپری اولین فیلمی که در سال ۱۹۸۰ در آن به ایفای نقش پرداخت